# Cyrille Bayala
Cyrille Barros Bayala, né le 24 mai 1996 à Ouagadougou, est un footballeur international burkinabé. Il joue au poste d'ailier au Sheriff Tiraspol.

## Biographie

### En club

#### Débuts et El Dakhleya (avant 2016)
Cyrille Bayala commence sa carrière au Burkina Faso où il joue pour l'USFA et l'ASFA-Yennenga. 
En 2014, il part jouer en Égypte, au El Dakhleya FC. Il inscrit avec cette équipe, neuf buts toutes compétitions confondues, à la fin de la saison il est courtisé par de nombreux clubs européens, (Berner Sport Club Young Boys, SV Darmstadt 98).

#### Sheriff Tiraspol (2016-2017)
En 2016, il rejoint l'Europe, et signe au FC Sheriff Tiraspol, champion de Moldavie en titre. Il joue son premier match en septembre contre le FC Milsami Orhei, le 4 mars 2017 il marque son premier but et délivre sa première passe décisive en championnat contre le FC Petrocub Sărata-Galbenă durant cette saison il joue 29 matchs et marque 7 buts en championnat.
La saison suivante (2017-2018) le 12 juillet 2017 , il est titulaire contre le FK Kukësi lors du deuxième tour de la Ligue des champions , une semaine plus tard il joue de nouveau les 90 minutes et se qualifie avec son club. Le 25 juillet 2017, il est titulaire contre Qarabağ FK lors du troisième tour de la Ligue des champions, lui et ses coéquipiers arrache le nul (0-0), le 1er août 2017, il est de nouveau titulaire contre Qarabağ FK pour le match retour mais son club est éliminé (2-1), mais il se qualifie pour jouer le quatrième tour de la Ligue Europa. Le 17 août 2017 ,lors du quatrième tour de la Ligue Europa, il est titulaire et permet à son équipe d'égalisé à l'extérieur contre le Legia Varsovie. Au match retour, il joue toute la rencontre et son club se qualifie après avoir fait match nul 0-0 à domicile. Fin août il quitte le club pour s'engager en France.

#### RC Lens et prêts (2017-2021)
Le 31 août 2017, dernier jour du mercato, il signe au Racing Club de Lens pour une durée de quatre ans. 
Bayala s'impose rapidement comme titulaire dans l'équipe. Il inscrit son premier but le 13 octobre 2017 lors de la large victoire 6-0 sur la pelouse de Bourg-en-Bresse Péronnas. Il récidive en inscrivant le seul but lensois pour offrir le match nul à son équipe face au Stade brestois le 19 janvier 2018. 
Lors de la première partie de la saison 2018-2019, Bayala se retrouve en manque de temps de jeu, occupant un poste de remplaçant avec douze rencontres dont sept en championnat sans aucun but. L'international burkinabé serait alors ciblé par des clubs en Turquie et en Suisse lors de la période hivernale des transferts. Finalement, le 15 janvier 2019, le RC Lens annonce son prêt au FC Sochaux-Montbéliard, évoluant également en Ligue 2, pour une durée de six mois et sans option d'achat,. De leur côté, les sochaliens parlent d'un accord entre les deux clubs avant le passage de la visite médicale et officialisent le prêt le lendemain,.

### En équipe nationale
Le 6 juillet 2013, Cyrille Bayala dispute son premier match international avec l'équipe locale du Burkina Faso face au Niger, dans le cadre des éliminatoires du championnat d'Afrique 2014. Le mois suivant, il obtient sa première sélection dans l'équipe A, lors d'un amical face à l'Afrique du Sud.
En janvier 2014, il participe au Championnat d'Afrique, où le Burkina Faso est éliminé dès la phase de groupes. Lors de cette compétition, il ne joue qu'un seul match, contre l'Ouganda.
Il participe avec l'équipe du Burkina Faso à la Coupe d'Afrique des nations 2017 organisée au Gabon. Il y dispute le match des quarts de finale remporté face à la Tunisie.

## Palmarès
- Championnat de Moldavie en 2017
- Coupe de Moldavie en 2017

## Statistiques
| Saison                | Club                          | Championnat           | Championnat | Championnat | Coupe nationale | Coupe nationale | Coupe de la Ligue | Coupe de la Ligue | Compétition(s) continentale(s) | Compétition(s) continentale(s) | Compétition(s) continentale(s) | Total | Total |
| Saison                | Club                          | Division              | M.          | B.          | M.              | B.              | M.                | B.                | Comp.                          | M.                             | B.                             | M.    | B.    |
| 2014-2015             | El Dakhleya                   | Premier League        | 15          | 2           | 1               | 0               | -                 | -                 | -                              | -                              | -                              | 16    | 2     |
| 2015-2016             | El Dakhleya                   | Premier League        | 30          | 4           | 1               | 0               | -                 | -                 | -                              | -                              | -                              | 31    | 4     |
| Sous-total            | Sous-total                    | Sous-total            | 45          | 6           | 2               | 0               | -                 | -                 | -                              | -                              | -                              | 47    | 6     |
| 2016-2017             | Sheriff Tiraspol              | Divizia Naţională     | 23          | 6           | 3               | 2               | -                 | -                 | -                              | -                              | -                              | 26    | 8     |
| 2017                  | Sheriff Tiraspol              | Divizia Naţională     | 6           | 1           | -               | -               | -                 | -                 | C1+C3                          | 4+2                            | 1+1                            | 12    | 3     |
| Sous-total            | Sous-total                    | Sous-total            | 29          | 7           | 3               | 2               | -                 | -                 | -                              | 6                              | 2                              | 38    | 11    |
| 2017-2018             | RC Lens                       | Ligue 2               | 28          | 3           | 5               | 0               | -                 | -                 | -                              | -                              | -                              | 33    | 3     |
| 2018-2019             | RC Lens                       | Ligue 2               | 7           | 0           | 1               | 0               | -                 | -                 | -                              | -                              | -                              | 8     | 0     |
| 2018-2019             | FC Sochaux-Montbéliard (prêt) | Ligue 2               | 14          | 2           | -               | -               | -                 | -                 | -                              | -                              | -                              | 14    | 2     |
| 2019-2020             | AC Ajaccio (prêt)             | Ligue 2               | 8           | 0           | -               | -               | 2                 | 0                 | -                              | -                              | -                              | 10    | 0     |
| Sous-total            | Sous-total                    | Sous-total            | 57          | 5           | 6               | 0               | 2                 | 0                 | -                              | -                              | -                              | 65    | 5     |
| Total sur la carrière | Total sur la carrière         | Total sur la carrière | 131         | 18          | 11              | 2               | 2                 | 0                 | -                              | 6                              | 2                              | 150   | 22    |